# 荻田悦造

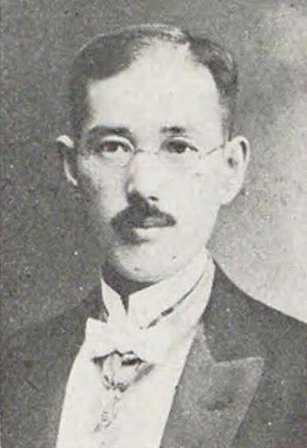
荻田悦造

荻田 悦造（おぎた えつぞう、1878年（明治11年）6月1日 - 1943年（昭和18年）6月1日）は、日本の衆議院議員（庚申倶楽部）。弁護士。

## 経歴
三重県多気郡相可村（現在の多気町）出身。1905年（明治38年）に東京帝国大学法科大学独法科を卒業し、農商務属となった。統監府が設置されると書記官となり、朝鮮総督府書記官を経て、1917年（大正6年）に朝鮮総督府総務局長に就任した。
1920年（大正9年）、第14回衆議院議員総選挙に出馬し、当選を果たした。
その後、第一東京弁護士会所属の弁護士となった。

## 栄典
外国勲章佩用允許
- 1908年（明治41年）5月19日 - 大韓帝国韓国皇帝陛下即位礼式記念章[4]